# شوتا لومیدزه
شوتا لومیدزه (انگلیسی: Shota Lomidze; ۲۰ ژانویهٔ ۱۹۳۶ – ۲۳ اکتبر ۱۹۹۳) کشتی‌گیر گرجی‌تبار اهل شوروی بود.